# Акация замечательная
Ака́ция замеча́тельная (лат. Acacia spectabilis) — вид растений из рода Акация (Acacia) семейства Бобовые (Fabaceae).

## Ботаническое описание
Acacia spectabilis вырастает от 1,5 до 4 метров в высоту и имеет перистые листья.
Ярко-жёлтые головки цветков появляются в основном в период с июля по ноябрь в естественном для растения ареале. Затем появляются стручки от 4 до 17 см длиной и от 10 до 19 мм шириной.

## Распространение
Acacia spectabilis встречается в Австралии в штатах Новый Южный Уэльс и Квинсленд, где обычно культивируется.